# CampfireFM
CampfireFM ist eine Social-Audio-App aus Deutschland, die interaktive Funktionen um Podcasts bereitstellt. Sie ermöglicht den Austausch zwischen Hosts und Hörern sowie das Teilen ergänzender Inhalte. 

## Funktion
Die Social Media-Plattform kombiniert On-Demand-Podcast-Inhalte mit Community-Funktionen, darunter Reaktionen und zeitmarkierte Kommentare zu Podcast-Folgen sowie das Teilen von begleitenden Inhalten wie Bildern, Sprachnachrichten oder Links. Kernfunktion sind Community-Feeds, die pro Podcast abonniert werden können.

## Entwicklung
Die Plattform wurde zusammen von dem Internet-Unternehmer Sascha Lobo sowie dem ehemaligen Moviepilot-Gründerteam Marco-Benjamin Kubota und Tobias Bauckhage (Geschäftsführer von Podcast-Produktionsstudio Studio Bummens) ins Leben gerufen.
Zunächst wurde CampfireFM im deutschsprachigen Raum während der Fußball-EM 2024 als Beta-Version mit der Community des Podcasts Einfach mal Luppen und den Fußballern Toni und Felix Kroos getestet und ein Jahr später im Mai 2025 offiziell veröffentlicht. Seitdem wurden die Podcast-Communities von etwa Runner’s World, Micky Beisenherz, Online Marketing Rockstars oder Baywatch Berlin aufgenommen.